# Міньхе-Хуей-Туський автономний повіт
36°19′47″ пн. ш. 102°48′13″ сх. д. / 36.3297° пн. ш. 102.80355° сх. д.
Міньхе-Хуей-Туський автономний повіт (кит. 民和回族土族自治县, пін. Mínhé Huízú Tŭzú Zìzhìxiàn) — один із повітів КНР у складі префектури Хайдун, провінція Цинхай. Адміністративний центр — містечко Чуанькоу.

## Географія
Міньхе-Хуей-Туський автономний повіт лежить на висоті близько 1800 метрів над рівнем моря у верхній течії Хуанхе.

### Клімат
Повіт знаходиться у зоні, котра характеризується вологим континентальним кліматом. Найтепліший місяць — липень із середньою температурою 20,3 °C. Найхолодніший місяць — січень, із середньою температурою -5,8 °С.
| Клімат повіту Міньхе-Хуей-Ту | Клімат повіту Міньхе-Хуей-Ту | Клімат повіту Міньхе-Хуей-Ту | Клімат повіту Міньхе-Хуей-Ту | Клімат повіту Міньхе-Хуей-Ту | Клімат повіту Міньхе-Хуей-Ту | Клімат повіту Міньхе-Хуей-Ту | Клімат повіту Міньхе-Хуей-Ту | Клімат повіту Міньхе-Хуей-Ту | Клімат повіту Міньхе-Хуей-Ту | Клімат повіту Міньхе-Хуей-Ту | Клімат повіту Міньхе-Хуей-Ту | Клімат повіту Міньхе-Хуей-Ту | Клімат повіту Міньхе-Хуей-Ту |
| Показник                     | Січ.                         | Лют.                         | Бер.                         | Квіт.                        | Трав.                        | Черв.                        | Лип.                         | Серп.                        | Вер.                         | Жовт.                        | Лист.                        | Груд.                        | Рік                          |
| Середній максимум, °C        | 1,4                          | 5,4                          | 11,1                         | 17,8                         | 22                           | 25,2                         | 27,4                         | 26,1                         | 21                           | 15,3                         | 8,9                          | 2,7                          | 15,4                         |
| Середня температура, °C      | −5,8                         | −1,6                         | 4,1                          | 10,3                         | 14,8                         | 18,2                         | 20,3                         | 19,1                         | 14,5                         | 8,4                          | 1,6                          | −4,3                         | 8,3                          |
| Середній мінімум, °C         | −11,2                        | −7,1                         | −1,4                         | 4,2                          | 8,7                          | 12,4                         | 14,7                         | 13,9                         | 9,9                          | 3,4                          | −3,1                         | −9,1                         | 2,9                          |
| Норма опадів, мм             | 1.6                          | 2.8                          | 10                           | 19                           | 46.5                         | 46.8                         | 59.5                         | 73.1                         | 50.9                         | 24                           | 2.9                          | 1                            | 338.1                        |
| Вологість повітря, %         | 51                           | 48                           | 49                           | 47                           | 54                           | 60                           | 64                           | 67                           | 72                           | 69                           | 60                           | 57                           | 58.2                         |
| ---------------------------- | ---------------------------- | ---------------------------- | ---------------------------- | ---------------------------- | ---------------------------- | ---------------------------- | ---------------------------- | ---------------------------- | ---------------------------- | ---------------------------- | ---------------------------- | ---------------------------- | ---------------------------- |
| Джерело: data.cma.cn         |                              |                              |                              |                              |                              |                              |                              |                              |                              |                              |                              |                              |                              |